# Halslås
Halslås, även kallat låsakedja eller låsalänk, var ett silversmycke som användes huvudsakligen i södra Sverige från mitten av 1700-talet tills folkdräkterna lades av under första hälften av 1800-talet.

## Konstruktion
Smycket bestod av kedjor som låg kring halsen. Låset bestod av en rektangulär silverdosa, i vilken en fjädrande dubbelvikt silverplåt sköts in. Konstruktionen känns igen från moderna kedjor som bärs kring hals och handled, men halslåset hade flera kedjor; låsdosan var alltså större. Utsmyckningen av låsdosan var varierad: den kunde vara stansad, graverad eller ha filigranarbete. Ädelstensimitationer av glas kunde också vara infattade i dosans utsmyckade yta.

## Ursprung och ankomst till Sverige
Halslåset har traditioner från renässansen i Europa. I Norge fanns det på 1700-talet. I Sverige har det ingen gammal inhemsk tradition från före mitten av 1700‑talet.
Den sydsvenska halslåstraditionen började troligen med att guldsmeden Sven T Röding i Växjö (mästare i Växjö 1738, död 1754) tog in idén från Tyskland. Från Småland spred sig smycket till Blekinge, Halland, Öland, Skåne, Västergötland, Dalsland och Gotland. I Norrland fanns halslås sent och sporadiskt; troligen är den norrländska traditionen en impuls från Norge.